# John Selden
John Selden (født 12. december 1584 i Salvington, død 30. november 1654 i London) var en engelsk jurist og politiker.
Selden vandt stort ry som gransker af Englands retsforhold og deres historiske udvikling. Berømte blandt hans skrifter er: The Duello or Single Combat, History of Tythes og Mare Clausum; i dette sidste hævdede han mod Grotius' skrift Mare Liberum Englands herredømme over dets omliggende have. Som underhusmedlem var han 1623, 1626 og 1627 en af førerne for oppositionen mod Karl I og sad derfor fængslet i Tower 1629—1631. I 1640 var han, som medlem af det lange parlament, med i undersøgelseskomiteen angående Karl I's brud på parlamentets privilegier, men trak sig efter 1642 mere og mere tilbage og forholdt sig helt passiv under kongens proces og Cromwells stigen til magten. Som kunstkender og orientalist var han skattet og ven af Ben Jonson.